# Eta2 Hydri b
Eta2 Hydri b è un pianeta extrasolare orbitante attorno alla stella Eta2 Hydri, alla distanza di 217 anni luce dal Sistema solare.

## Caratteristiche
Si tratta probabilmente di un pianeta gioviano caldo, 6,5 volte più massiccio del pianeta Giove; si potrebbe trattare dunque di un gigante gassoso, privo di superficie solida.